# Millenium Ancestor
Pour les articles homonymes, voir Millenium.
 (novembre 2021).
Si vous disposez d'ouvrages ou d'articles de référence ou si vous connaissez des sites web de qualité traitant du thème abordé ici, merci de compléter l'article en donnant les références utiles à sa vérifiabilité et en les liant à la section « Notes et références ».
Millenium Ancestor est le nom donné au premier specimen découvert de l'hominidé Orrorin tugenensis. Ce nom fut choisi car il détenait alors le record du plus vieil (et supposé) ancêtre connu de l'homme (jusqu'à l'arrivée de Toumaï).
Découvert en l'an 2000 par Brigitte Senut et Martin Pickford, Millenium Ancestor avait un poids compris entre 30 et 45 kg, pour une taille d'1,15 à 1,25 m. 
Un article[Lequel ?], publié dans la revue Science par des chercheurs français et américains, affirme qu'Orrorin tugenensis pratiquait déjà la bipédie. C'est l'étude du fémur d'Orrorin, grâce à une technique de tomographie assistée par ordinateur, qui a permis d'établir sa bipédie : en effet la partie supérieure de son fémur est plus fine que la partie inférieure.
Or, cette caractéristique de rétrécissement du col du fémur dans la partie haute se retrouve également chez l'Homo sapiens avec un ratio pouvant aller jusqu'à 4 (il est de 3 sur le fossile).
Si Orrorin pratiquait la bipédie, il était également arboricole (voir la nouvelle découverte d'un hominidé de 4 millions d'années qui devait pratiquer la bipédie de manière exclusive).
La bataille entre Orrorin et Toumaï pour le titre du plus vieil ancêtre de l'homme est donc relancée.
Des traces de bipédie aussi anciennes ne font que renforcer les thèses d'Yvette Deloison sur la bipédie originelle de nos ancêtres. 